# Sébété
Sébété es una localidad y comuna del círculo de Banamba, región de Kulikoró, Malí. Su población era de 4.250 habitantes en 2009.